# سوزان می پرت
سوزان می پرت (انگلیسی: Susan May Pratt؛ زادهٔ ۸ فوریهٔ ۱۹۷۴) یک هنرپیشه، و بازیگر سینما اهل ایالات متحده آمریکا است.